# Vincenzo Florio repülőtér Trapani–Birgi
A Vincenzo Florio repülőtér Trapani–Birgi (IATA: TPS, ICAO: LICT) Olaszország egyik nemzetközi repülőtere, amely Trapani közelében található. Éves utasforgalma 891 670 fő (2022).

## Futópályák
A repülőtér futópályái:
- 13R/31L (2695 m, 45 m, aszfalt)
- 13L/31R (2620 m, 30 m, aszfalt)

## Forgalom
Az utasforgalom az elmúlt években az alábbi módon változott:
| Utasok száma | 2871 | 49 932 | 410 898 | 507 185 | 1 069 528 | 1 578 753 | 1 598 571 | 1 292 957 | 411 437 | 891 670 |
|              | 1999 | 2002   | 2004    | 2007    | 2009      | 2012      | 2014      | 2017      | 2019    | 2022    |